# (513010) 2017 UR46
(513010) 2017 UR46 es un asteroide perteneciente al cinturón de asteroides, descubierto el 27 de septiembre de 2008 por el equipo del Mount Lemmon Survey desde el Observatorio del Monte Lemmon, Arizona, Estados Unidos.

## Designación y nombre
Designado provisionalmente como 2017 UR46.

## Características orbitales
2017 UR46 está situado a una distancia media del Sol de 2,711 ua, pudiendo alejarse hasta 2,864 ua y acercarse hasta 2,558 ua. Su excentricidad es 0,056 y la inclinación orbital 5,745 grados. Emplea 1630,76 días en completar una órbita alrededor del Sol.

## Características físicas
La magnitud absoluta de 2017 UR46 es 17,478. 